# Heinrich Burkhardt
Heinrich Friedrich Karl Ludwig Burkhardt (Schweinfurt, 15 de outubro de 1861 – 2 de novembro de 1914, Neuwittelsbach, Munique) foi um matemático alemão.

## Vida e atividade
Estudou  partir de 1879 em Munique, Berlim e Göttingen, sendo aluno de, dentre outros, Alexander von Brill, Karl Weierstrass e Hermann Amandus Schwarz. Obteve um doutorado em 1886 em Munique, orientado por Gustav Conrad Bauer, com a tese Beziehungen zwischen der Invariantentheorie und der Theorie algebraischer Integrale und ihrer Umkehrungen. Em 1887 foi assistente em Göttingen, onde obteve a habilitação em 1889. Em 1897 foi professor de matemática na Universidade de Zurique e em 1908 na Universidade Técnica de Munique.
Foi membro da Academia de Ciências da Baviera (1909 membro extraordinário e 1912 membro ordinário) e desde 1896 membro da Academia Leopoldina.

## Obras
- „Reihenentwicklung nach oszillierenden Funktionen“, Jahresbericht DMV 1903
- com W. F. Meyer: „Potentialtheorie“, Enzyklopädie der mathematischen Wissenschaften, 1900
- „Trigonometrische Interpolation“,  Enzyklopädie der mathematischen Wissenschaften, 1904
- „Trigonometrische Reihen und Integrale (bis etwa 1850)“,  Enzyklopädie der mathematischen Wissenschaften, 1914
- „Endliche diskrete Gruppen“,  Enzyklopädie der mathematischen Wissenschaften, 1898
- com Ludwig Maurer: „Kontinuierliche Transformationsgruppen“, Enzyklopädie der mathematischen Wissenschaften, 1900
- „Über mathematisches und naturwissenschaftliches Denken“, Antrittsvorlesung Zürich 1897, Jahresbericht DMV